# Pasiphila urticae
Pasiphila urticae är en fjärilsart som först beskrevs av Hudson 1939.  Pasiphila urticae ingår i släktet Pasiphila och familjen mätare. Inga underarter finns listade i Catalogue of Life.